# Federal Writers' Project
Il Federal Writers' Project (FWP) fu un progetto del governo federale degli Stati Uniti d'America creato per fornire posti di lavoro a scrittori disoccupati durante la Grande depressione. Era una delle molte attività della Works Progress Administration (WPA), un'agenzia creata con il New Deal che diede lavoro a milioni di persone nella costruzione di opere pubbliche, come edifici, strade e nella realizzazione di grandi progetti nelle arti, teatro, media e alfabetizzazione; il FWP fu appunto uno dei vari progetti del campo delle arti/scienze umanistiche noti collettivamente come Federal Project Number One o Federal One. Il FWP ha impiegato migliaia di persone e ha prodotto centinaia di pubblicazioni, tra cui guide turistiche, testi su storia locale, libri di etnografia e libri per bambini. Oltre agli scrittori, il progetto diede lavoro a bibliotecari, impiegati, ricercatori, editori e storici disoccupati.
Tra le collane più importanti si possono citare la American Guide Series (gruppo di libri e opuscoli pubblicati dal 1937 al 1941 contenenti storie dettagliate di ciascuno degli allora 48 stati dell'Unione con le descrizioni di tutte le principali città e paesi; in totale il progetto impiegò oltre 6.000 scrittori) e la Slave Narrative Collection (raccolta di storie di ex schiavi creata dal 1936 al 1938 da circa 2000 interviste; la collezione è stata digitalizzata ed è disponibile online).